# Stanislav Iljutcenko
Stanislav Iljutcenko (Jasjalta, 13 augustus 1990) is een Duits-Russisch voetballer die doorgaans speelt als spits. In januari 2025 verruilde hij FC Seoul voor Suwon Bluewings.

## Clubcarrière
Toen hij vijf jaar was verhuisde Iljutcenko met zijn familie van Rusland naar Duitsland, waar hij in Unna en Soest woonde. Hij zat dan ook in de jeugdopleidingen van meerdere clubs uit Soest, voordat hij bij Westfalia Rhynern doorbrak als voetballer. Na topscorer te zijn geworden in de Oberliga Westfalen met 28 doelpunten, maakte de aanvaller de overstap naar VfL Osnabrück. Hij debuteerde daar als prof op 19 juli 2013, toen hij tegen Chemnitzer in mocht vallen voor aanvoerder Andreas Spann. In het seizoen 2014/15 tekende Iljutcenko voor dertien doelpunten op het derde Duitse voetbalniveau en hierop werd hij overgenomen door MSV Duisburg. Bij deze club zette hij zijn handtekening onder een contract voor de duur van drie seizoenen, tot medio 2018. Voordat deze verbintenis af dreigde te lopen kwamen club en speler een verlenging van één seizoen overeen. Na het aflopen van dit contract verkaste Iljutcenko naar Pohang Steelers, waar hij voor anderhalf jaar tekende. Begin 2021 verkaste hij naar Jeonbuk Motors. Iljutcenko tekende in juli 2022 voor anderhalf jaar bij FC Seoul. In januari 2025 nam Suwon Bluewings hem over.

## Clubstatistieken
| Seizoen | Club              | Competitie         | Competitie | Competitie | Beker | Beker | Internationaal | Internationaal | Totaal | Totaal |
| Seizoen | Club              | Competitie         | Wed.       | Dlp.       | Wed.  | Dlp.  | Wed.           | Dlp.           | Wed.   | Dlp.   |
| ------- | ----------------- | ------------------ | ---------- | ---------- | ----- | ----- | -------------- | -------------- | ------ | ------ |
| 2011/12 | Westfalia Rhynern | NRW-Liga           | 21         | 8          | —     | —     | —              | —              | 21     | 8      |
| 2012/13 | Westfalia Rhynern | Oberliga Westfalen | 31         | 29         | —     | —     | —              | —              | 31     | 29     |
| 2013/14 | VfL Osnabrück     | 3. Liga            | 22         | 0          | 1     | 0     | —              | —              | 23     | 0      |
| 2014/15 | VfL Osnabrück     | 3. Liga            | 35         | 13         | 3     | 1     | —              | —              | 38     | 14     |
| 2015/16 | MSV Duisburg      | 2. Bundesliga      | 23         | 3          | 1     | 0     | —              | —              | 24     | 3      |
| 2016/17 | MSV Duisburg      | 3. Liga            | 33         | 8          | 1     | 1     | —              | —              | 34     | 9      |
| 2017/18 | MSV Duisburg      | 2. Bundesliga      | 31         | 7          | 1     | 0     | —              | —              | 32     | 7      |
| 2018/19 | MSV Duisburg      | 2. Bundesliga      | 31         | 4          | 3     | 0     | —              | —              | 34     | 3      |
| 2019    | Pohang Steelers   | K League 1         | 18         | 9          | 0     | 0     | —              | —              | 18     | 9      |
| 2020    | Pohang Steelers   | K League 1         | 26         | 19         | 3     | 3     | —              | —              | 29     | 22     |
| 2021    | Jeonbuk Motors    | K League 1         | 34         | 15         | 1     | 0     | 8              | 4              | 43     | 19     |
| 2022    | Jeonbuk Motors    | K League 1         | 17         | 2          | 2     | 0     | 4              | 2              | 23     | 4      |
| 2022    | FC Seoul          | K League 1         | 16         | 7          | 3     | 0     | —              | —              | 19     | 7      |
| 2023    | FC Seoul          | K League 1         | 24         | 5          | 0     | 0     | —              | —              | 24     | 5      |
| 2024    | FC Seoul          | K League 1         | 36         | 14         | 1     | 0     | —              | —              | 37     | 14     |
| 2025    | Suwon Bluewings   | K League 1         | 0          | 0          | 0     | 0     | —              | —              | 0      | 0      |
| Totaal  | Totaal            | Totaal             | 398        | 143        | 20    | 5     | 12             | 6              | 430    | 154    |

Bijgewerkt op 8 januari 2025.

## Erelijst
| Competitie     | Aantal       | Jaren        |              |              |
| MSV Duisburg   | MSV Duisburg | MSV Duisburg | MSV Duisburg | MSV Duisburg |
| -------------- | ------------ | ------------ | ------------ | ------------ |
| 3. Liga        | 1            | 2016/17      |              |              |
| Jeonbuk Motors |              |              |              |              |
| K League 1     | 1            | 2021         |              |              |